# 半田中央インターチェンジ
半田中央インターチェンジ（はんだちゅうおうインターチェンジ）は、愛知県半田市にある知多半島道路と知多横断道路のインターチェンジである。
半田中央JCTを併設している。

## 道路
- E87 知多半島道路
- E87 知多横断道路

## 歴史
知多横断道路開通と同時に半田常滑ICから半田中央ICに改称した。
- 1986年（昭和61年）8月 - 半田北IC新設事業変更許可、工事着手[1]。
- 1990年（平成2年）6月 - IC名称を半田常滑ICに変更[1]。
- 1991年（平成3年）1月24日 - 半田常滑IC供用開始[1]。
- 2005年（平成17年）1月30日 - 半田中央ICに名称変更。同時に半田中央JCTが供用開始し知多横断道路と接続。
- 2016年（平成28年）10月1日 - 愛知県道路公社から愛知道路コンセッションに移管。

## 接続する道路
- 愛知県道265号碧南半田常滑線

## 料金所

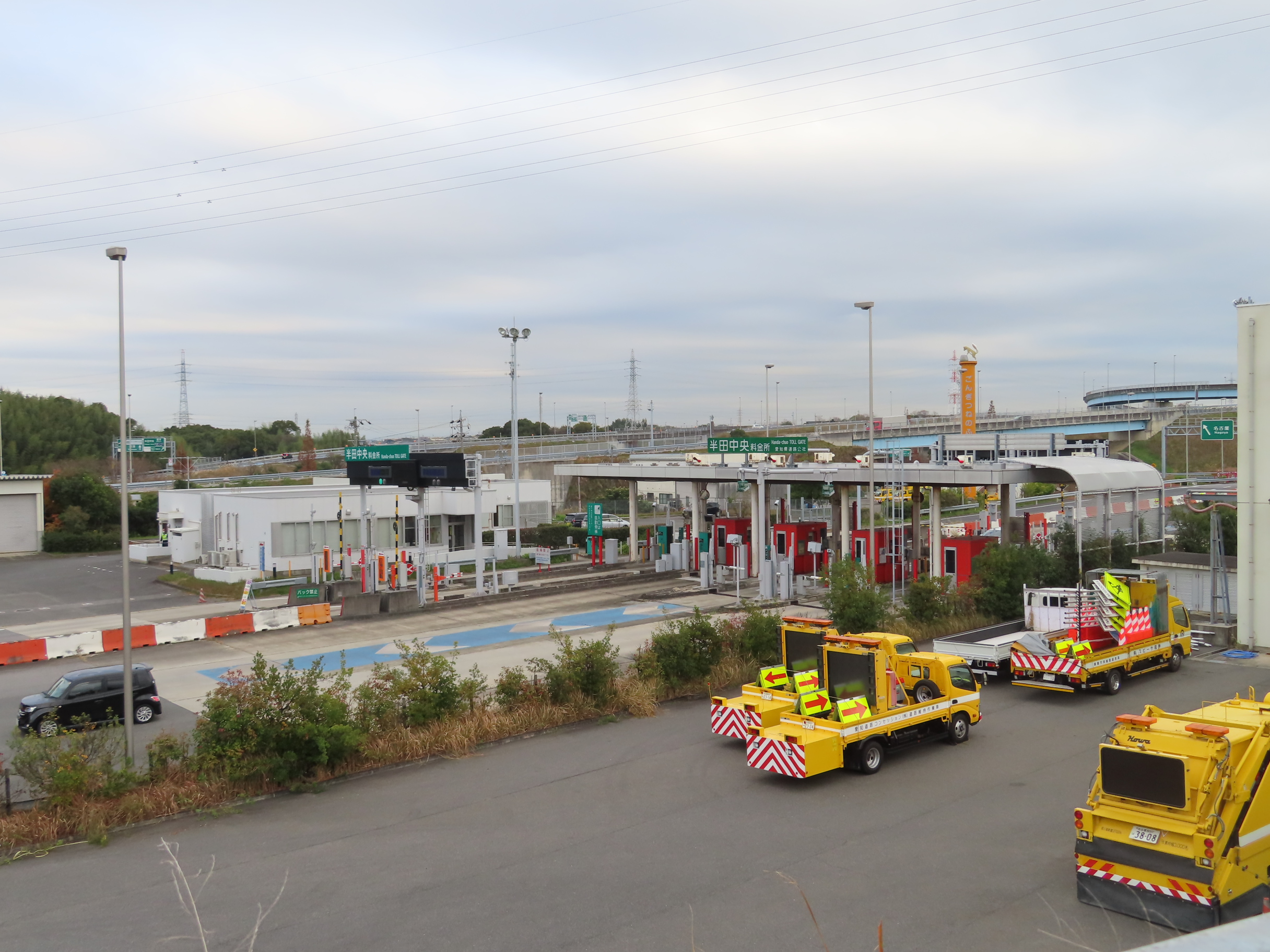
料金所（2021年12月撮影）

### 入口
- レーン数：2
  - ETC専用：1
  - ETC/一般：1

### 出口
- レーン数：4
  - ETC専用：1
  - ETC/一般：1
  - 一般：2

## 周辺
- 新美南吉記念館
- 南吉養子先の家
- 半田市立修農保育園
- ごんぎつねの湯
- 半田運動公園

## 隣
E87 知多半島道路
阿久比IC - 阿久比PA - 半田中央JCT/IC - 半田IC
E87 知多横断道路
半田中央JCT/IC - 常滑IC - りんくうIC/TB